# 整備新幹線
整備新幹線（せいびしんかんせん）とは、新幹線の計画路線のうち、全国新幹線鉄道整備法（昭和45年法律第71号）第7条に基づいて、日本政府が1973年（昭和48年）11月13日に整備計画を決定した以下の5路線を指す。当初は「整備5線」や「整備5新幹線」とも呼ばれていたが、現在は「整備新幹線」の呼称が定着している。
| 路線名                      | 起点         | 終点             | 経由地                     | 距離   | 進捗状況 | 営業中の区間                                  | 建設中の区間 （開業予定）        | 未着工区間        |
| --------------------------- | ------------ | ---------------- | -------------------------- | ------ | -------- | --------------------------------------------- | -------------------------------- | ----------------- |
| 北海道新幹線                | 青森県青森市 | 北海道札幌市     | 函館市付近・小樽市付近     | 360 km | 一部開業 | 新青森 - 新函館北斗                           | 新函館北斗 - 札幌 （2038年度末） |                   |
| 東北新幹線                  | 岩手県盛岡市 | 青森県青森市     | 八戸市付近                 | 179 km | 全線開業 | 盛岡 - 新青森                                 |                                  |                   |
| 北陸新幹線                  | 東京都       | 大阪府大阪市     | 長野市・富山市・小浜市付近 | 600 km | 一部開業 | 東京 - 敦賀                                   |                                  | 敦賀 - 新大阪     |
| 九州新幹線 （鹿児島ルート） | 福岡県福岡市 | 鹿児島県鹿児島市 | 熊本市・薩摩川内市付近     | 257 km | 全線開業 | 博多 - 鹿児島中央                             |                                  |                   |
| 九州新幹線 （西九州ルート） | 福岡県福岡市 | 長崎県長崎市     | 佐賀市付近                 | 118 km | 一部開業 | 博多 - 新鳥栖 武雄温泉 - 長崎（西九州新幹線） |                                  | 新鳥栖 - 武雄温泉 |

この5路線以前に計画されていた新幹線である東海道新幹線、山陽新幹線、東北新幹線の東京駅 - 盛岡駅間、上越新幹線、成田新幹線（計画失効）は整備新幹線には含まれない。また、計画中の中央新幹線は、全国新幹線鉄道整備法第7条に基づく新幹線ではあるが、整備計画の決定が2011年5月であったため、整備新幹線には含まれない。
九州新幹線（西九州ルート）は当初導入予定であったフリーゲージトレイン（軌間可変列車）の開発に時間がかかり、開業予定が2022年度（令和4年度）から2025年度（令和7年度）以降に一旦ずれ込む見通しと発表された。その後、国土交通省は暫定措置として博多駅 - 武雄温泉駅間を在来線特急列車、武雄温泉駅 - 長崎駅間を新幹線列車とするリレー方式を採用し、西九州新幹線として2022年9月23日に開業した。

## 沿革

### 基本計画の決定
1970年（昭和45年）に全国新幹線鉄道整備法（以下全幹法）が公布された。この法律により、経済発展や地域の振興を目的とした新幹線の建設が行われるようになった。全幹法に基づき、東北新幹線（盛岡市 - 青森市）は昭和47年告示第242号、北海道新幹線（青森市 - 札幌市）、北陸新幹線（東京都 - 大阪市）、九州新幹線（福岡市 - 鹿児島市）は昭和47年告示第243号、九州新幹線（福岡市 - 長崎市）は昭和47年告示第466号によって基本計画が告示された。

### 整備計画の決定
1973年（昭和48年）11月13日、運輸大臣によって5路線の整備計画が決定された。
| 建設線                            | 走行方式                | 最高設計 速度 | 建設に要する費用の概算額 （車両費を含む） | 建設主体         | その他 |
| --------------------------------- | ----------------------- | ------------- | ----------------------------------------- | ---------------- | --- |
| 東北新幹線                        | 粘着駆動による 電車方式 | 260 km/h      | 3,300億円                                 | 日本国有鉄道     | |
| 北海道新幹線                      | 〃                      | 260 km/h      | 6,300億円                                 | 日本鉄道建設公団 | 1 北海道新幹線は、津軽海峡部において、青函ずい道を津軽海峡線と共用する。 2 建設に要する費用の概算額には、津軽海峡線の工事費は含まない。                                             |
| 北陸新幹線                        | 〃                      | 260 km/h      | 11,700億円                                | 日本鉄道建設公団 | 東京都・高崎市間は上越新幹線を共用する。 |
| 九州新幹線 （福岡市・鹿児島市間） | 〃                      | 260 km/h      | 4,450億円                                 | 日本国有鉄道     | |
| 九州新幹線 （福岡市・長崎間）     | 〃                      | 260 km/h      | 2,150億円                                 | 日本国有鉄道     | 1 九州新幹線（福岡市・鹿児島市間）と筑紫平野で分岐するものとし、福岡市・分岐点間は共用する。 2 建設に要する費用の概算額には九州新幹線（福岡市・鹿児島市間）との共用部分は含まない。 |

### 運輸省案と3線5区間の着工
1988年、運輸省（当時）が、東北・北陸・九州（鹿児島ルート）の3線について、建設費を削減しつつスピードアップを図るため、ミニ新幹線やスーパー特急方式を組み合わせた、いわゆる「運輸省案」を発表。
着工区間の沿線自治体や政治家からは、この案を「ウナギ（フル規格）を注文したらアナゴやドジョウ（ミニ新幹線やスーパー特急方式）が出てきた」と揶揄されるほど不評であったが、この機会を逃すと次回の着工がいつになるか不透明であったことから、やむなくこれを受け入れ、同年、政府・与党申し合わせにより着工順位が決定された。
- 1.北陸新幹線：高崎駅 - 長野駅間（高崎駅 - 軽井沢駅間フル規格、軽井沢駅 - 長野駅間はミニ新幹線。ただし、長野オリンピックの開催が決定した場合、フル規格への変更も考慮）→1997年フル規格で開業。
- 1.北陸新幹線：高岡駅 - 金沢駅間（スーパー特急方式）→1992年8月、石動駅 - 金沢駅間着工。→2015年フル規格で開業。
- 2.東北新幹線：盛岡駅 - 青森駅間（沼宮内駅（現・いわて沼宮内駅） - 八戸駅間フル規格、前後の区間はミニ新幹線）→盛岡駅 - 八戸駅間が2002年、八戸駅 - 新青森駅間が2010年にフル規格で開業。
- 3.九州新幹線（鹿児島ルート）：八代駅 - 西鹿児島駅（現・鹿児島中央駅）間（スーパー特急方式）→起点を新八代駅に変更の上、2004年フル規格で開業。
- 4.北陸新幹線：糸魚川駅 - 魚津駅間（スーパー特急方式）→1993年10月に着工したが、新黒部駅（仮称。現・黒部宇奈月温泉駅） - 魚津駅間は在来線への取り付け線のため工事は行われず。

しかし新幹線の建設財源が限られていたことから、優先順位1位でフル規格区間であった高崎駅 - 軽井沢駅間のみ翌1989年に着工。その他の区間は、既存新幹線譲渡収入（旧スキームの項を参照）が新幹線建設の特定財源となる1991年以降の着工となった。
1991年、イギリス・バーミンガムで開かれた国際オリンピック委員会 (IOC) の総会にて、長野オリンピックの開催が決定したことから、軽井沢駅 - 長野駅間がフル規格に変更された。一方、同順位だった高岡駅 - 金沢駅間は、富山県内の沿線自治体が並行在来線となる北陸本線石動駅 - 高岡駅間の経営分離に反対したことから、新高岡駅 - 金沢駅間の基本ルートを変更、着工区間は石動駅 - 金沢駅間に短縮された。
1994年、5年毎に行うとされた計画見直しで新規着工の機運が高まるが、財源が壁となり、ミニ新幹線で建設するとしていた東北新幹線の盛岡駅 - 沼宮内駅間をフル規格に変更の上、八戸駅 - 青森駅間の着工を延期した。

### 新スキームによる3線3区間の着工
1996年、新規着工の財源にJR本州3社（JR東日本・JR東海・JR西日本）の固定資産税軽減特例(1/2)（新スキームの項参照）を活用する方針が示され、新規着工区間の選定が活発化する。
同年12月25日、政府与党合意により、候補となる3線3区間を選定。政府・与党整備新幹線検討委員会による採算性の検討などを行い、1998年1月21日、着工および着工区間の優先順位が決定した。これらの区間は同年3月に着工している。
- 1.東北新幹線：八戸駅 - 新青森駅間（フル規格）→2010年開業。
- 1.九州新幹線（鹿児島ルート）：船小屋駅（九州新幹線全通に合わせて筑後船小屋駅に改称） - 新八代駅間（スーパー特急方式。同時に着工済みの八代駅 - 西鹿児島駅間の起点を新八代駅に変更）→2011年フル規格で開業。
- 2.北陸新幹線：長野駅 - 上越駅（仮称。現・上越妙高駅）間（フル規格）→2015年開業。

### 自自公連立政権成立と2線3区間の新規着工
1999年、自自連立、自自公連立による計画見直し案で、既着工区間のフル規格化と新規着工の方針が出され、2000年には、運輸省（当時）が翌2001年度予算の概算要求で、北陸・上越駅 - 糸魚川駅間と九州・博多駅 - 船小屋駅間の新規着工を要求した。
同年の政府・与党申し合わせで、新黒部駅 - 富山駅間を加えた2線3区間の新規着工が正式に決定した。
- 北陸新幹線：上越駅（仮称） - 糸魚川駅間および新黒部駅（仮称） - 富山駅間（フル規格。同時に着工済みの糸魚川駅 - 新黒部駅（仮称）間もフル規格に変更）→2015年開業。
- 九州新幹線（鹿児島ルート）：博多駅 - 船小屋駅間（フル規格。同時に着工済みの船小屋駅 - 西鹿児島駅間もフル規格に変更）→2011年開業。

### 九州新幹線部分開業と3区間の新規着工
2004年3月13日、九州新幹線・新八代駅 - 鹿児島中央駅間が部分開業。開業に前後して新規着工に向けた見直し作業が行われ、2004年6月10日、与党整備新幹線建設促進プロジェクトチームの合意により3区間（福井駅周辺区間の整備を含めると4区間）の新規着工区間が決定した。
- 北海道新幹線：新青森駅 - 新函館駅（仮称。現・新函館北斗駅）間（フル規格）→2016年開業。
- 北陸新幹線：富山駅 - 石動駅間および金沢駅 - 白山総合車両基地（仮称。現・白山総合車両所）間（フル規格。同時に着工済みの石動駅 - 金沢駅間もフル規格に変更）→2015年開業。
- 北陸新幹線：福井駅 →2005年6月4日着工、2009年2月19日完成。2015年から2018年まで暫定的にえちぜん鉄道が使用[6]。
- 九州新幹線長崎ルート（西九州ルート）：武雄温泉駅 - 諫早駅間（スーパー特急方式）→2022年フル規格で開業。

2005年、北海道新幹線と北陸新幹線の新規区間が着工された。長崎（西九州）ルートについては、並行在来線となる長崎本線・肥前山口駅（現：江北駅） - 諫早駅間の沿線自治体（佐賀県江北町・鹿島市）が経営分離に反対していたため、2005年以降国の公共事業費として毎年10億円が計上されていたが着工できず、予算は消化できないという状況が続いていた。その後、2007年12月に推進派3者（佐賀県・長崎県・JR九州）による、いわゆる「三者合意」による「上下分離方式」により、JR九州が並行在来線区間を新幹線開業後20年間運行するという形で決着が図られ、2008年3月に着工認可が下り、翌4月に着工された。

### 民主党政権初の新規着工
2009年9月の自民党から民主党への政権交代に伴い、大幅な公共事業の見直しが行われ、北海道・北陸・九州（西九州ルート）の未着工区間の建設は一時凍結されることになった。これらの区間については、莫大な建設費や並行在来線の分離に対する沿線自治体の合意などの面でも大きな問題を抱えていた。しかし、JRが支払う線路使用料を建設費に充てることで財源の目途が立ったことや沿線自治体との協議が進んだこと、また、東日本大震災以降、軸となるインフラの整備を集中的に行っていく方向に進んでいたこともあり、2011年末に、沿線自治体との合意という条件付きで以下の3区間の新規着工の方針が国土交通省によって示された。
- 北海道新幹線：新函館駅（仮称。現・新函館北斗駅） - 札幌駅間 212 km
- 北陸新幹線：金沢 - 敦賀駅間 124 km（福井駅部分を除く）→2024年開業。
- 九州新幹線長崎ルート（西九州ルート）：諫早駅 - 長崎駅間 21 km。武雄温泉駅 - 長崎駅間をフル規格で一体整備に変更。→2022年開業。

そして、2012年6月29日に正式に着工が認可された。北海道は2035年度、北陸は2025年度、九州（西九州ルート）は着工済の武雄温泉 - 諫早間を含めて2022年度の完成を目指して建設が進められることになった。その後、自民政権下の2015年1月14日に前倒しが正式に決定した。

### 未着工区間
2024年3月現在の未着工区間は以下の通りである。
- 北陸新幹線：敦賀駅 - 新大阪駅間 約143 km（キロ程は東小浜駅付近・京都駅・松井山手駅付近経由）[10]
  - 敦賀以西はさまざまなルートの案があったが、2016年に敦賀駅 - 小浜市付近 - 京都駅というルート（小浜・京都ルート）が決定をみた。京都駅から新大阪駅へは、東海道新幹線の北側を通る「北回りルート」と、京都駅 - 京都府南部の関西文化学術研究都市付近 - 新大阪駅という「南回りルート」のふたつが提案されていたが、2017年3月15日に南回りルートが経由地を学研都市線松井山手駅付近に変更した上で正式採用された[11]（「北陸新幹線#敦賀 - 新大阪間」および「北陸新幹線敦賀以西のルート選定」参照）。
- 九州新幹線長崎ルート（西九州ルート）：新鳥栖駅 - 武雄温泉駅間 51 km
  - 武雄温泉駅以東は環境アセスメントまで実施。

北陸新幹線については、フリーゲージトレイン (FGT) により、暫定的に湖西線・北陸本線への乗り入れが検討されていたが、2018年8月24日の政府与党とJR西日本の会合で「技術的課題があり、開発が難航している」との理由により、FGT導入を断念した。
また、九州新幹線西九州ルートは武雄温泉駅以西がフル規格（標準軌）による整備に変更され、武雄温泉駅以東は未着工であることから、狭軌の並行在来線が取り残される形となった。当初、FGTで標準軌区間と狭軌区間を疎通する予定であったが、FGTの導入断念と併せ、2022年9月23日にリレー方式で暫定開業することになった。

## 財源
東北・上越新幹線は、国鉄の自己資金や財政投融資等の借入金によって建設され、結果的に国鉄債務増大の一因となったことへの反省から、整備新幹線は原則として、返済の必要がない無償資金による国や自治体による公共事業方式で建設され、営業を担当するJRからは、開業後の受益に応じた線路貸付料を受け取る形とした。
しかし、公共事業費の増額には財務省（旧・大蔵省）の抵抗が大きく、新規着工や開業前倒しには新たな財源探しが付き物となる。

### 旧スキーム
1989年、北陸新幹線・高崎 - 軽井沢間着工の際に決められた
- JR：50%
  - 整備新幹線の線路貸付料
  - 既設新幹線（東海道・山陽・東北・上越）のリース料から新幹線保有機構の旧国鉄債務を返済した余剰分
- 国（公共事業費等）：35%
  - 第一種工事（線路その他の主体等の鉄道施設に係る工事） - 40%
  - 第二種工事（駅その他の地域の便益に密接に関連する鉄道施設に係る工事） - 25%
- 地方：15%
  - 第一種工事 - 10%
  - 第二種工事 - 25%

地方負担分は原則として都道府県の負担となるが、90%は地方債の起債が可能。また10%は沿線市町村に負担させることができる（新スキームでも同様）。
1990年、既存新幹線のJR東日本・JR東海・JR西日本の3社への売却を翌年に控え、譲渡収入のうち資産再評価に伴う上乗せ額1.1兆円が整備新幹線の特定財源とされ、毎年724億円が国およびJR（既存新幹線リース料余剰分に代わるもの）の財源となった。
なお北陸新幹線（高崎 - 長野）については、開業を長野オリンピック開幕に間に合わせるため、例外として有償資金である財政投融資（2775億円）が投入された。開業後は後に開業した東北・九州を含む開業済み区間の線路貸付料で返済を行ってきたため、線路貸付料から建設費にはほとんど充当されなかった。しかし、2011年6月8日に成立した「改正国鉄債務処理法」によって、鉄道・運輸機構の特例業務勘定における利益剰余金から債務が償還されたため、その分が建設費に充てることができるようになった。

### 新スキーム

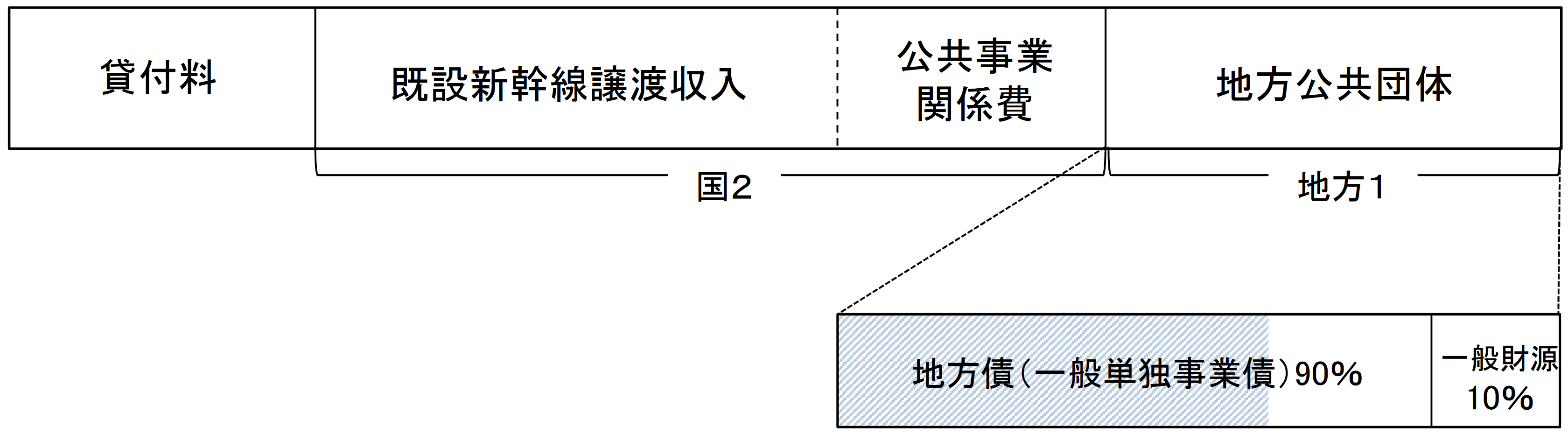
財源の内訳（青色は交付税措置部分）

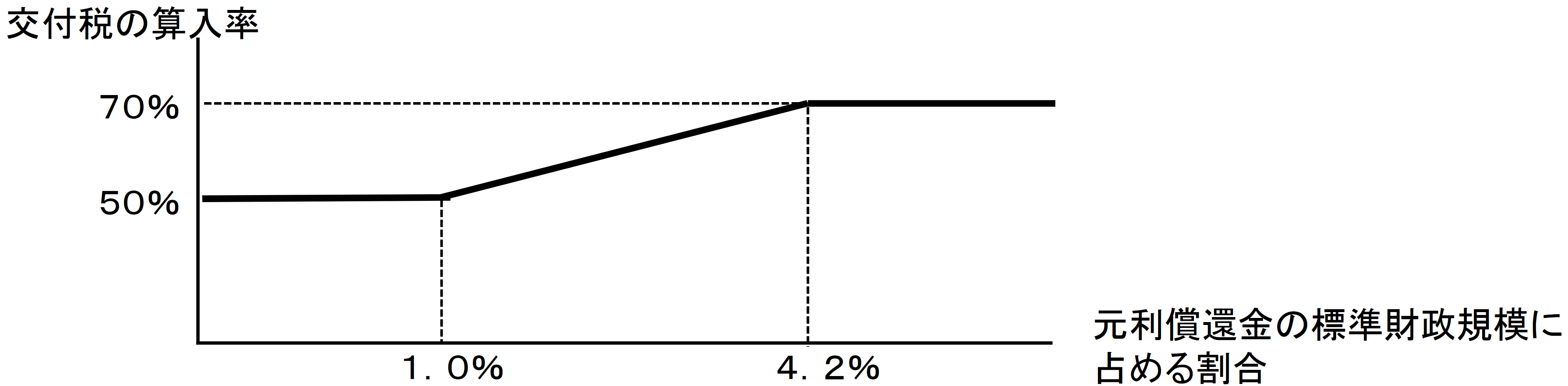
地方債（元利償還金）のうち交付税措置の行われる割合

1996年、3線3区間の新規着工に伴い、国・地方・JRの負担割合の見直しを行った。
- JR：受益の範囲を限度とした貸付料など
- 国：JR負担分を除く2/3
  - 公共事業費
  - 既存新幹線譲渡収入（旧スキームでJRの負担とされていたものも含む）
- 地方：JR負担分を除く1/3
  - うち90%は地方債の起債が認められ、償還の際には元利償還金の標準財政規模に占める割合に応じて元利合計の50%から70%に対して地方交付税措置を行う（JR本州3社の固定資産税軽減特例(1/2)終了に伴う地方交付税減額分を配分）。したがって地方の実質負担は約12%から18%となる。

2004年末の政府・与党申し合わせで、既存新幹線の譲渡収入の中から2013年度以降の分を前倒しする形で活用することが決まった。
また、北陸新幹線（富山 - 金沢）や北海道新幹線（新青森 - 新函館北斗）による収支改善効果試算の過程で、他社区間に乗り入れることになるJR東日本の収益増加額（いわゆる「根元受益」）が巨額（北陸390億円/年、北海道220億円/年）となることが明らかになり、この分についても負担を求める方針も盛り込まれた。JR東日本は難色を示したが、鉄道・運輸機構との協議により新青森 - 新函館北斗間の開業時に貸付料の増額が行われた。

### 整備新幹線建設費の推移
|  |

|  |

|  |

|  |

|  |

|  |

|  |

|  |

|  |

|  |

|  |

|  |

|  |

|  |

|  |

|  |

|  |

|  |

|  |

|  |

|  |

|  |

| 714 | 724 | 880 |

| 797 | 724 | 1037 |

| 1090 | 724 | 1185 |

| 1009 | 724 | 1078 |

| 761 | 724 | 860 |

| 674 | 724 | 813 |

| 735 |  | 477 |  |

| 909 |  | 512 |  |

| 907 |  | 547 |  |

| 778 |  | 552 |  |

| 841 |  | 534 |  |

| 810 |  | 539 |  |

| 804 |  | 452 |  |

赤色部、紫色部、緑色部は、それぞれ当年度に鉄道・運輸機構へ交付された国費の整備新幹線整備事業費補助と整備新幹線整備事業資金（既設新幹線譲渡収入）、地方自治体の新幹線鉄道整備事業費負担金を表す。

## 並行在来線問題
整備新幹線の並行在来線は、沿線地方公共団体とJRとの合意により、JRの経営から分離されることになっており、第三セクター鉄道に転換または廃止されている。これは、高額な新幹線の施設と地方閑散線区に転落した並行在来線を両方所有運営することによる、JRの負担を軽減する措置である。なお、JRの経営のまま残った区間もある。1996年12月25日の「整備新幹線の取扱いについて 政府与党合意」 で「建設着工する区間の並行在来線については、従来どおり、開業時にJRの経営から分離することとする」としており、今後開業する整備新幹線の並行在来線についても、同様の措置とする予定である。並行在来線では、沿線の利用者や貨物列車および並行在来線の枝線の扱い、新事業者の経営をどのように支えるかが課題となる。2024年の北陸新幹線金沢駅 - 敦賀駅開業時点で、廃止となった路線は、信越本線の横川駅 - 軽井沢駅間のみである。
| 整備新幹線                                   | 新幹線開業前                | 新幹線開業前 | 区間                                    | 営業キロ | 移管（廃止）日 | 新幹線開業後 |
| -------------------------------------------- | --------------------------- | ------------ | --------------------------------------- | -------- | -------------- | --- |
| 北海道新幹線                                 | 東日本旅客鉄道 （JR東日本） | 津軽線       | 青森 - 三厩                             | 55.8     |                | JR東日本のまま存続（新幹線と在来線で経営する会社が異なる）                                                                                              |
| 北海道新幹線                                 | 北海道旅客鉄道 （JR北海道） | 海峡線       | 中小国 - 木古内                         | 87.8     |                | JR北海道のまま存続（定期旅客列車は廃止され、貨物列車とツアー形式のクルーズトレインのみ運行）                                                            |
| 北海道新幹線                                 | 北海道旅客鉄道 （JR北海道） | 江差線       | 木古内 - 五稜郭                         | 37.8     | 2016年3月26日  | 道南いさりび鉄道に移管（電化設備は存置するが、定期旅客列車は気動車にて運行）                                                                            |
| 北海道新幹線                                 | 北海道旅客鉄道 （JR北海道） | 函館本線     | 函館 - 新函館北斗                       | 17.9     | 2030年度       | 新青森 - 新函館北斗間開通時は、JR北海道のまま存続。新函館北斗 - 札幌間開通時は、JR北海道より経営分離予定                                                |
| 北海道新幹線                                 | 北海道旅客鉄道 （JR北海道） | 函館本線     | 新函館北斗 - 長万部 大沼 - 鹿部 - 森    | 129.7    | 2030年度       | JR北海道より経営分離予定。分離後の扱いについては2022年現在未確定。                                                                                      |
| 北海道新幹線                                 | 北海道旅客鉄道 （JR北海道） | 函館本線     | 長万部 - 小樽                           | 140.2    | 2030年度       | 廃止予定（路線バスに転換） |
| 北海道新幹線                                 | 北海道旅客鉄道 （JR北海道） | 函館本線     | 小樽 - 札幌                             | 33.8     |                | JR北海道のまま存続予定 |
| 東北新幹線                                   | 東日本旅客鉄道 （JR東日本） | 東北本線     | 盛岡 - 目時                             | 82.0     | 2002年12月1日  | IGRいわて銀河鉄道に移管 |
| 東北新幹線                                   | 東日本旅客鉄道 （JR東日本） | 東北本線     | 目時 - 八戸                             | 25.9     | 2002年12月1日  | 青森県および青い森鉄道に移管（上下分離方式） |
| 東北新幹線                                   | 東日本旅客鉄道 （JR東日本） | 東北本線     | 八戸 - 青森                             | 96.0     | 2010年12月4日  | 青森県および青い森鉄道に移管（上下分離方式） |
| 北陸新幹線                                   | 東日本旅客鉄道 （JR東日本） | 信越本線     | 高崎 - 横川                             | 29.7     |                | JR東日本のまま存続 |
| 北陸新幹線                                   | 東日本旅客鉄道 （JR東日本） | 信越本線     | 横川 - 軽井沢                           | 11.2     | 1997年10月1日  | 廃止（ジェイアールバス関東碓氷線へ転換） |
| 北陸新幹線                                   | 東日本旅客鉄道 （JR東日本） | 信越本線     | 軽井沢 - 篠ノ井                         | 65.1     | 1997年10月1日  | しなの鉄道に移管 |
| 北陸新幹線                                   | 東日本旅客鉄道 （JR東日本） | 信越本線     | 篠ノ井 - 長野                           | 9.3      |                | JR東日本のまま存続 |
| 北陸新幹線                                   | 東日本旅客鉄道 （JR東日本） | 信越本線     | 長野 - 妙高高原                         | 37.3     | 2015年3月14日  | しなの鉄道に移管 |
| 北陸新幹線                                   | 東日本旅客鉄道 （JR東日本） | 信越本線     | 妙高高原 - 直江津                       | 37.7     | 2015年3月14日  | えちごトキめき鉄道に移管 |
| 北陸新幹線                                   | 西日本旅客鉄道 （JR西日本） | 北陸本線     | 直江津 - 市振                           | 59.3     | 2015年3月14日  | えちごトキめき鉄道に移管（電化設備は存置するが、定期旅客列車は気動車にて運行）                                                                          |
| 北陸新幹線                                   | 西日本旅客鉄道 （JR西日本） | 北陸本線     | 市振 - 倶利伽羅                         | 100.1    | 2015年3月14日  | あいの風とやま鉄道に移管 |
| 北陸新幹線                                   | 西日本旅客鉄道 （JR西日本） | 北陸本線     | 倶利伽羅 - 金沢                         | 17.8     | 2015年3月14日  | IRいしかわ鉄道に移管 |
| 北陸新幹線                                   | 西日本旅客鉄道 （JR西日本） | 北陸本線     | 金沢 - 大聖寺                           | 46.4     | 2024年3月16日  | IRいしかわ鉄道に移管 |
| 北陸新幹線                                   | 西日本旅客鉄道 （JR西日本） | 北陸本線     | 大聖寺 - 敦賀                           | 84.3     | 2024年3月16日  | ハピラインふくいに移管 |
| 九州新幹線 （鹿児島ルート）                  | 九州旅客鉄道 （JR九州）     | 鹿児島本線   | 博多 - 八代                             | 154.1    |                | JR九州のまま存続 |
| 九州新幹線 （鹿児島ルート）                  | 九州旅客鉄道 （JR九州）     | 鹿児島本線   | 八代 - 川内                             | 116.9    | 2004年3月13日  | 肥薩おれんじ鉄道に移管（電化設備は存置するが、定期旅客列車は気動車にて運行）                                                                            |
| 九州新幹線 （鹿児島ルート）                  | 九州旅客鉄道 （JR九州）     | 鹿児島本線   | 川内 - 西鹿児島                         | 46.1     |                | JR九州のまま存続 |
| 九州新幹線 （西九州ルート） （西九州新幹線） | 九州旅客鉄道 （JR九州）     | 長崎本線     | 肥前山口 - 諫早                         | 60.8     | 2022年9月23日  | 新幹線開業後23年間は上下分離方式（長崎県・佐賀県が出資する佐賀・長崎鉄道管理センターが施設を管理、JR九州が列車を運行。肥前浜 - 諫早間は電化設備を廃止） |
| 九州新幹線 （西九州ルート） （西九州新幹線） | 九州旅客鉄道 （JR九州）     | 長崎本線     | 諫早 - 市布 - 長崎 喜々津 - 長与 - 浦上 | 48.4     |                | JR九州のまま存続（電化設備を廃止） |

### 北海道新幹線
新青森駅 - 新函館北斗駅間の開業に向けて、江差線の扱いが一つの課題であった。木古内駅 - 五稜郭駅間については、経営分離で合意されていたが、非電化区間である木古内駅 - 江差駅間は、在来線と接続しない路線となる上、JR北海道管内で乗降客が著しく少ない区間の一つであった。このため、2014年5月12日をもって廃止されることになった。一方、2014年8月には、道南いさりび鉄道の前身となる北海道道南地域並行在来線準備株式会社が設立され、2016年3月26日の北海道新幹線開業とともに木古内駅 - 五稜郭駅間が道南いさりび鉄道に経営分離された。
また、津軽線については、青森県は「津軽線の経営はJR東日本で北海道新幹線の経営はJR北海道が行うため経営分離の対象ではない」という見解を出しており、JR東日本も2004年に経営分離しないことを明らかにしている。その後2022年8月に発生した豪雨災害により蟹田駅 - 三厩駅間が不通になっており復旧費用が最低6億円かかることから不通区間の廃止を含めた協議に入っている。
函館本線函館駅 - 新函館北斗駅間は整備新幹線上の新駅と在来線中心駅のアクセス列車（はこだてライナー）が運行されている区間であり、函館市と函館商工会議所は同区間を新幹線札幌延伸後も経営分離せず、JR北海道による運行を継続することを求めていた。
これに対し、JR北海道は、小樽駅 - 札幌駅間に関しては継続運行を表明したものの、新函館北斗駅 - 函館駅間の継続運行の方針は示さず、北海道新幹線の延伸区間の認可・着工には函館駅 - 小樽駅間の経営分離の同意が必要不可欠である旨の方針を示したため、最終的に函館市を含む沿線自治体が同区間の経営分離に合意することとなった。
2022年2月3日、並行在来線となる函館駅 - 小樽駅間のうち、長万部駅 - 余市駅間については、鉄道を維持した場合に多額の維持費用により赤字が生じることから、沿線自治体の協議において鉄道存続を断念、バスに転換することで合意した。新幹線開業に伴う並行在来線の廃線は、1997年10月1日の北陸新幹線高崎駅 - 長野駅間開業に伴い廃止された信越本線の横川駅 - 軽井沢駅間以来、2例目となる。
一方、余市駅 - 小樽駅間については、小樽市への通勤、通学が多い余市町が第三セクター鉄道での存続を主張していたことから、バス転換も視野に入れる小樽市との協議がまとまらず、結論が先送りされていたが、2022年3月26日に北海道と小樽市、余市町がバス転換で合意し、翌27日の沿線9自治体と北海道との協議で長万部駅 - 小樽駅間の廃止・バス転換が合意された。

### 東北新幹線
2002年12月1日に盛岡駅 - 八戸駅間が開業し、東北本線の盛岡駅 - 目時駅間が第三セクター鉄道のIGRいわて銀河鉄道（第一種鉄道事業事業者）に、目時駅 - 八戸駅間が青森県（第三種鉄道事業者）と青い森鉄道（第二種鉄道事業者）に経営移管された。また、2010年12月4日に八戸駅 - 新青森駅間が延伸開業し、東北本線の八戸駅 - 青森駅間が青森県と青い森鉄道に移管された。
この区間は関東地方と北海道を結ぶ物流の大動脈であり、経営移管に際して、同区間を第二種鉄道事業者として営業を行うJR貨物に対して、線路使用料の引き上げを求めた。旅客営業の経営規模では過剰な電化施設や複線を貨物運行のために維持しているとして、アボイダブルコスト方式をやめて、過剰な施設負担分を含めた線路使用料を支払うように要求した。
関係者の間で協議が行われた結果、当該区間の整備新幹線を建設した特殊法人日本鉄道建設公団（後の独立行政法人鉄道建設・運輸施設整備支援機構）がJR東日本から受けとる新幹線に対する線路使用料を原資として、JR貨物の支払う線路使用料を補填することになった。この制度は後の整備新幹線開業でも適用され、期限はJR貨物の完全民営化時とされている。
北海道新幹線が開業する2016年まで、上野駅 - 札幌駅間を運行する寝台特急「北斗星」・「カシオペア」がJRからの乗り入れ列車として運行を継続していた。また、大湊線と八戸線が自社在来線と直接に接続せず孤立することになったが、そこで使用される車両については、転換後も乗り入れ列車の設定により融通されている。
かつては、秋田や郡山にある工場への車両回送ルートとなっていたが、JRの路線が分断され、従来は東北管内で完結していた回送であっても、首都圏を経由するなど大迂回をするようになった。

### 北陸新幹線
1997年10月1日の高崎駅 - 長野駅間（長野新幹線）開業に伴い、信越本線のうち、高崎駅 - 横川駅間がJR東日本の路線として存続、 横川駅 - 軽井沢駅間が廃止、軽井沢駅 - 篠ノ井駅間が第三セクター鉄道として設立されたしなの鉄道に経営移管され、並行在来線経営分離の最初の例となった。篠ノ井駅 - 長野駅間については、篠ノ井線からの列車が多数乗り入れる輸送体系上、引き続きJR東日本が運営している。
2015年3月14日の長野駅 - 金沢駅間開業時には、信越本線と北陸本線のうち、長野県内区間（信越本線長野駅 - 妙高高原駅間）がしなの鉄道に、新潟県内区間（信越本線妙高高原駅 - 直江津駅間および北陸本線直江津駅 - 市振駅間）がえちごトキめき鉄道に、富山県内区間（北陸本線市振駅 - 倶利伽羅駅間）があいの風とやま鉄道に、石川県内区間（北陸本線倶利伽羅駅 - 金沢駅間）がIRいしかわ鉄道にそれぞれ経営移管された。
2024年3月16日の金沢駅 - 敦賀駅間開業時には、北陸本線のうち、石川県内区間（金沢駅 - 大聖寺駅間）がIRいしかわ鉄道に、福井県内区間（大聖寺駅 - 敦賀駅間）がハピラインふくいに経営移管された。
敦賀駅 - 新大阪駅間については、2019年5月に鉄道・運輸機構が環境影響評価法に基づく計画段階環境配慮書を公表し、概略ルートを示しているが、並行在来線の扱いについては未定である。

### 九州新幹線（鹿児島ルート）
2004年3月13日に新八代駅 - 鹿児島中央駅間が開業し、鹿児島本線のうち八代駅 - 川内駅間が第三セクター肥薩おれんじ鉄道に経営移管された。この区間はJR貨物が第二種鉄道事業を行っており、JR貨物も株主として出資し引き続き第二種鉄道事業を行っている。貨物列車の運転用に電化設備が存置されているが、熊本・鹿児島県境の閑散区間であり、旅客列車は運行経費削減のため軽快気動車による運転となった。この区間で運行されていた夜行列車は同鉄道区間への乗り入れが行われず、新大阪駅 - 西鹿児島駅（鹿児島中央駅に改称）の「なは」（2008年3月15日廃止）も熊本駅までに運行区間が短縮された。なお、JR九州が2013年から運行するクルーズトレイン「ななつ星 in 九州」、2020年運行開始のD&S列車「36ぷらす3」は当区間に乗り入れている。
これ以外の路線区間は都市圏輸送体系上、分離されずにJR九州が継続して経営を行っている。

### 九州新幹線（西九州ルート）
長崎本線のうち肥前山口駅 - 諫早駅間は上下分離方式により佐賀県と長崎県が鉄道施設を保有し、肥前山口駅 - 肥前鹿島駅間についてはJR九州、肥前鹿島駅 - 諫早駅については両県が中心となって設立する第三セクター鉄道が鉄道運営を行うと合意されたが、一部沿線自治体の経営分離反対により、新幹線開業後もJR九州が並行在来線全区間を23年間運営する方針に変更された。ただし、上下分離方式については変更されておらず、両県共同で設立した佐賀・長崎鉄道管理センターが鉄道施設を保有する。また、長崎本線の諫早駅 - 長崎駅間は経営分離されない。これらの区間のうち肥前浜駅 - 長崎駅間については、電化施設を撤去し、気動車で運行される。並行在来線の電化設備の撤去は初の事例となる。

## 地方格差助長問題
新幹線の建設を促進する理由として、地方格差の是正と地域振興が主張されるが、地方の衰退を促進する効果が大きいと指摘する専門家もいる。
その理由として、以下のようなことを挙げている。
- 北陸新幹線（長野新幹線）の開業で発展した長野県佐久市に対して、新幹線ルートから外れた小諸市は衰退している[40]。
- 整備の不徹底やストロー効果により、地方格差の是正どころか大都市部への一極集中の促進効果が強い。これについては反論も存在する[40]。
- 並行在来線の分離問題により、収益の低い路線を地方に押し付け財政悪化につながること[40] や、地方交通ネットワークが破壊されることなど。

## 設計・運行速度
整備新幹線区間はこれまで整備されてきた各新幹線同様最高速度が260 km/hとして設計・整備されている。建設費用の問題や、速達性の需要程度の関係により、整備新幹線区間は開業時から設計時最高速度と同じ260 km/h運転を行うもののそれを超える速度での運転を行っていない。また、北陸新幹線の30‰、九州新幹線の35‰（筑紫トンネルほか）勾配や線形など、新規路線にもかかわらず、従来の新幹線路線に比べきつい制限が掛かることもある。
2020年10月6日、JR東日本は盛岡 - 新青森間で将来的に最高速度を現在の260 km/hから320 km/hに引き上げると発表した。防音対策などの工事が完了する2027年頃の運用開始を目指す。